# Magyarország az 1986-os fedett pályás atlétikai Európa-bajnokságon
Magyarország a spanyolországi Madridban megrendezett 1986-os fedett pályás atlétikai Európa-bajnokság egyik részt vevő nemzete volt. Az ország a versenyen 5 sportolóval képviseltette magát.

## Érmesek
| Érem  | Versenyző     | Versenyszám | Dátum       |
| ----- | ------------- | ----------- | ----------- |
| Ezüst | Szalma László | Távolugrás  | február 22. |
| Bronz | Bakosi Béla   | Hármasugrás | február 23. |

## Eredmények

### Férfi
| Versenyző      | Versenyszám | Előfutam | Előfutam | Előfutam | Elődöntő | Elődöntő | Elődöntő | Döntő   | Döntő    |
| Versenyző      | Versenyszám | Idő      | Hely.    | Össz.    | Idő      | Hely.    | Össz.    | Idő     | Helyezés |
| -------------- | ----------- | -------- | -------- | -------- | -------- | -------- | -------- | ------- | -------- |
| Tatár István   | 60 m        | 6,74     | 3.       | 13.      | kiesett  | kiesett  | kiesett  | kiesett | kiesett  |
| K. Szabó Gábor | 3000 m      | 8:02,55  | 2.       | 7.       |          |          |          | 7:59,99 | 4.       |

| Versenyző     | Versenyszám | Selejtező | Selejtező | Döntő    | Döntő    |
| Versenyző     | Versenyszám | Eredmény  | Helyezés  | Eredmény | Helyezés |
| ------------- | ----------- | --------- | --------- | -------- | -------- |
| Szalma László | Távolugrás  |           |           | 8,24 m   |          |
| Bakosi Béla   | Hármasugrás |           |           | 16,93 m  |          |

### Női
| Versenyző     | Versenyszám | Selejtező | Selejtező | Döntő    | Döntő    |
| Versenyző     | Versenyszám | Eredmény  | Helyezés  | Eredmény | Helyezés |
| ------------- | ----------- | --------- | --------- | -------- | -------- |
| Vanyek Zsuzsa | Távolugrás  |           |           | 6,56 m   | 9.       |